# Marine Corps Air Station New River
Marine Corps Air Station New River (kratica MCAS New River) je vojaško letališče Korpusa mornariške pehote ZDA.